# Adama Coulibaly
Adama Coulibaly (Bamako, Malí, 9 de octubre de 1980), futbolista maliense. Juega de defensa y su actual equipo es el AJ Auxerre de la Ligue 2 de Francia. 

## Selección nacional
Ha sido internacional con la Selección de fútbol de Malí, ha jugado 30 partidos internacionales.

## Clubes
| Club           | País    | Año       |
| -------------- | ------- | --------- |
| Djoliba AC     | Malí    | 1998-1999 |
| Racing de Lens | Francia | 1999-2008 |
| AJ Auxerre     | Francia | 2008-     |

- Datos: Q351424
- Multimedia: Adama Coulibaly / Q351424